# Inspecteur Morse (série télévisée)
Pour les articles homonymes, voir Morse.
Inspecteur Morse (Inspector Morse) est une série télévisée britannique en 33 épisodes de 100 minutes, créée par Colin Dexter d'après ses romans et diffusée entre le 6 janvier 1987 et le 15 novembre 2000 sur le réseau ITV1. En France, la série a été diffusée à partir de 1988 sur Canal+.

## Synopsis
Cette série met en scène les enquêtes policières de l'inspecteur Morse (interprété par John Thaw), personnage hors norme pour la profession, dans la belle ville d'Oxford.
Morse est en effet célibataire, intellectuel et sarcastique, amateur d'opéra, et de Wagner en particulier, de poésie et de littérature, cruciverbiste passionné, grand buveur de bière, se déplaçant dans une Jaguar MK2 rouge.
Il se frotte souvent à ses supérieurs du fait de sa difficulté à obéir aux règles de la profession. Irrité par son prénom « Endeavour » (« Effort » en français) dont il a honte, Morse n'en fait jamais mention et préfère être appelé par son nom ; il ne le dévoile que dans l'épisode no 31 « La mort est ma voisine ». Ce prénom sera plus tard le titre d'une série préquel, "Endeavour" qui mettra en scène les débuts du jeune Morse dans la police. Une série de 9 saisons à l'atmosphère souvent sombre et nostalgique, où se dessinent les traits de caractère du futur "Morse", et où s'explique également son célibat.
L'adjoint de Morse, le sergent Lewis (interprété par Kevin Whately), est dans la série éponyme son exact opposé : marié, deux enfants, sportif, bricoleur, pragmatique… Souvent ridiculisé par Morse, il lui reste cependant fidèle. Leur duo fonctionne bien et leurs enquêtes sont toujours résolues.
Notons que les débuts de Morse dans la police sont l'objet de la série Les Enquêtes de Morse et que la suite de la carrière de Lewis est l'objet de la série Inspecteur Lewis.

## Distribution
- John Thaw (VF : William Sabatier) : inspecteur chef Endeavour Morse
- Kevin Whately (VF : Luc Florian puis Antoine Tomé à partir de la 4e saison) : sergent Robert Lewis
- James Grout (VF : Henri Poirier) : le superintendant Strange
- Peter Woodthorpe : Dr Max DeBryn, médecin légiste (1987-1988)
- Amanda Hillwood : Dr Grayling Russell, médecin légiste (1989)
- Clare Holman : Dr Laura Hobson, médecin légiste (1995-2000)

## Récompenses
- British Academy of Film and Television Arts Awards 1990 : Meilleur acteur pour John Thaw
- British Academy of Film and Television Arts Awards 1992 : Meilleure série dramatique
- British Academy of Film and Television Arts Awards 1992 : Meilleur son
- British Academy of Film and Television Arts Awards 1993 : Meilleure série dramatique
- British Academy of Film and Television Arts Awards 1993 : Meilleur acteur pour John Thaw

## Épisodes

### Première saison (1987)
1. Mort à Jericho (The Death of Jericho)
2. Le Monde silencieux de Nicholas Quinn (The Silent World of Nicholas Quinn)
3. Au service de la mort (Service of All Dead)

#### Résumé des épisodes
1. Mort à Jericho : Rendant une visite imprévue à une jeune femme avec qui il avait plus que sympathisé six mois plus tôt, Morse va se retrouver pris dans un engrenage kafkaïen. N'est-il pas le dernier à avoir été vu entrant chez la victime ? Car la belle Anne Scott a été retrouvée pendue deux heures après l'étrange visite de Morse.
2. Le monde silencieux de Nicholas Quinn : Oxford est le siège de plusieurs universités. Dans l'une d'entre elles, un bureau est chargé d'envoyer les sujets d'examens à travers le monde en toute discrétion. Un certain Nicholas Quinn fait partie des nouvelles recrues de l'établissement. Il est sourd mais sait lire sur les lèvres des interlocuteurs. Au cours d'une soirée, il surprend une conversation révélant qu'un des sept membres du bureau est corrompu et touche des pots-de-vin. Quelques jours plus tard, Quinn est retrouvé mort. L'inspecteur Morse et son adjoint Lewis sont chargés de l'enquête.
3. Au service de la mort : Cinq cadavres sont découverts à côté d'une église. L'inspecteur Morse, qui dispose de peu de temps pour élucider ces meurtres, soupçonne un membre du clergé.

### Deuxième saison (1987-1988)
1. Une langue de vipère (The Wolvercote Tongue)
2. Une vision difficile (Last Seen Wearing)
3. Le Soleil se couche trop tôt (The Settling of the Sun)
4. Le Dernier autobus (Last Bus to Woodstock)

#### Résumé des épisodes
1. Une langue de vipère : Une riche touriste américaine meurt d'une crise cardiaque au Randolph Hotel. Peu après, le conservateur d'un musée est retrouvé mort dans le canal. Un groupe de touristes âgés et leur guide deviennent les principaux suspects.
2. Une vision difficile : La fille d'un riche homme est portée disparue. Morse en conclut assez vite qu'elle doit être morte. Son enquête le mène à un pensionnat de jeunes filles, où il rencontre un suspect.
3. Le Soleil se couche trop tôt : Le paisible cloître d'un ancien collège d'Oxford devient le théâtre macabre d'une vengeance meurtrière. Morse se rendre compte que les responsables de cette vengeance se sont servis de lui en tant qu'alibi sur cette affaire.
4. Le Dernier autobus : La mort d'une jeune femme dans le parking d'un pub est un nouveau défi pour Morse. Une enveloppe vide dans son sac conduit celui-ci à un réseau de services sexuels.

### Troisième saison (1989)
1. Noblesse n'oblige pas toujours (Ghost In the Machine)
2. Le Dernier ennemi (The Last Enemy)
3. Livraison rapide (Deceived By Flight)
4. Le Secret de West Gate (The Secret of Bay 5B)

#### Résumé des épisodes
1. Noblesse n'oblige pas toujours : Des tableaux hors de prix ont été volés dans la magnifique demeure de Sir Hanbury. Mais quand celui-ci disparaît également, Morse fouille dans les mœurs de l'aristocratie oxfordienne pour résoudre cette affaire déroutante.
2. Le Dernier ennemi : Morse se rend à l'université d'Oxford afin d'élucider le mystère de la disparition d'un professeur. Mais non loin de là, un corps mutilé est repêché dans le canal, il porterait un costume du professeur disparu…
3. Livraison rapide : Morse et Lewis enquêtent sur la mort d'une vieille connaissance de Morse, qui faisait partie d'une équipe de cricket. Il apparaît que c'est un suicide, mais Lewis est quand même infiltré dans l'équipe. Bientôt un deuxième homme meurt.
4. Le Secret de West Gate : Un séduisant architecte, Don Juan à ses heures, est retrouvé étranglé. Les seuls indices sont le ticket du parking et l'agenda du défunt qui révèlent les fréquentes venues de celui-ci dans ce parking.

### Quatrième saison (1990)
1. Le Venin du serpent (Infernal Serpent)
2. Les Péchés de leurs pères (The Sins of the Father)
3. Un moment de distraction (Driven to Distraction)
4. Mystères maçonniques (Masonic Mysteries)

#### Résumé des épisodes
1. Le Venin du serpent : Morse et Lewis enquêtent sur la mort d'un éminent professeur, victime d'un arrêt cardiaque, lors de ce qui apparaîtrait comme une agression. Celui-ci devait, le soir même, faire une conférence importante. Morse se demande si quelqu'un n'a pas voulu tout simplement le faire taire.
2. Les Péchés de leurs pères : Trevor Radford PDG des brasseries Radford est retrouvé mort dans son usine. Il venait de subir une O.P.A. de la part d'une multinationale adverse, qu'il essayait de contrecarrer. Mais les soupçons de Morse se tournent d'abord vers la famille Radford qui cache bien des secrets.
3. Un moment de distraction : Jackie Thorn a été retrouvée ligotée et poignardée dans son appartement. 27 jours plus tôt, un meurtre a été commis à l'identique. Ils seraient donc l'œuvre d'un même homme. Morse et Lewis sont rejoints par Siobhan Maitland, experte en crimes contre les femmes. Ils découvrent bientôt un point commun entre les deux victimes.
4. Mystères maçonniques : Morse se retrouve du côté des suspects quand une de ses amies, Beryl Newsome, trouve la mort lors d'une répétition de la Flûte Enchantée. Il a touché l'arme du crime et est donc mis à pied. Il décide d'enquêter en solo mais quelqu'un s'acharne et sa voiture se retrouve constellée d'inscriptions maçonniques. Il comprend être la victime d'un coup monté.

### Cinquième saison (1991)
1. Un second crime impuni (Second Time Around)
2. Ce que femme veut (Fat Chance)
3. Qui a tué Harry Field ? (Who Killed Harry Field?)
4. Cadeaux grecs (Greeks Bearing Gifts)
5. Terre promise (Promised Land)

#### Résumé des épisodes
1. Un second crime impuni : Morse se retrouve à enquêter sur le mystérieux décès de Charlie Hillian, un ex-adjoint du préfet de police. Celui-ci était à la fois un haut fonctionnaire à Oxford et également l'ancien patron de Morse. Il écrivait ses mémoires sur sa carrière et racontait ses enquêtes les plus mémorables dont une, datant de 18 ans, sur la mort d'une fillette de 8 ans… une énigme jamais résolue.
2. Ce que femme veut : Une religieuse a été retrouvée morte, vraisemblablement assassinée. L'inspecteur Morse, habitué aux enquêtes délicates, met ainsi son nez dans le monde religieux. Il apprend que la défunte était un membre actif d'un comité de soutien en faveur de Hillary Dobson. Cette dernière est en position favorable pour devenir la première femme aumônier dans un lycée d'Oxford, un événement qui fait grand bruit dans ce milieu conservateur et frileux.
3. Qui a tué Harry Field : Harry Field était un bon vivant. Artiste notaire, il ne se refusait aucun plaisir et ne savait guère résister à l'appel de la dive bouteille. Il savait également raconter des histoires au contenu peu orthodoxe, et réaliser de faux documents afin d'arrondir ses fins de mois. Mais Harry a été assassiné.
4. Cadeaux grecs : Toute la communauté grecque est en émoi. Elle vient tout juste de perdre l'un des siens en la personne d'un chef cuisinier, et pas des moindres. Celui-ci exerçait son art dans le restaurant grec le plus réputé de la ville. Après cet assassinat, un jeune garçon est porté disparu.
5. Terre promise : Un truand qui purgeait sa peine de prison est retrouvé mort. Enquêtant sur cet assassinat, l'inspecteur Morse et le sergent Lewis suivent une piste qui les entraîne jusqu'en Australie. Ayant largement dépassé les limites de leur juridiction, les deux hommes se voient contraints, pour poursuivre leurs investigations, de dissimuler leur identité.

### Sixième saison (1992)
1. Une mort programmée (Dead on Time)
2. Affaires de famille (Happy Families)
3. Le Gourou mène la danse (Death of the Self)
4. La Banqueroute (Absolute Conviction)
5. Chérubins et séraphins (Cherubim and Seraphim)

#### Résumé des épisodes
1. Une mort programmée : Henry Fallon, handicapé et atteint d'une maladie neurologique grave, est retrouvé mort. Il se serait apparemment tiré une balle dans la tête, voulant en finir avec la vie. Mais ce suicide vire en enquête criminelle quand un légiste confirme à Morse que Fallon n'a physiquement pas pu se donner la mort.
2. Affaires de famille : le corps sans vie de sir John Balcombe, un riche industriel, gît à Balcombe House, la demeure ancestrale de ce dernier. Il aurait été battu à mort. L'enquête est confiée à Morse et Lewis, qui s'aperçoivent rapidement que la famille du défunt ne montre aucun signe de chagrin et est plus préoccupée par son héritage.
3. Le Gourou mène la danse : le Superintendant Strange envoie Morse et Lewis en Italie, afin d'enquêter sur le meurtre d'une Anglaise, patiente d'une clinique à Vicence. Le légiste italien conclut à une mort accidentelle, ce qui n'est pas l'avis du mari de la victime. Morse découvre que le directeur de la clinique un escroc connu des autorités britanniques.
4. La Banqueroute : incarcéré à la prison de Famleigh avec ses deux complices, pour une escroquerie financière de grande envergure, Lawrence Cryer y est assassiné. Morse et Lewis se retrouvent sous les verrous pour enquêter.
5. Chérubins et séraphins : Morse vit une tragédie douloureuse : sa nièce Marilyn, pour qui il a beaucoup d'affection, s'est suicidée. Il commence à fouiller dans le passé de celle-ci afin de trouver ce qui l'a poussée à cette extrémité. Pendant ce temps, Lewis enquête sur un jeune homme percuté par un train dans un tunnel.

### Septième saison (1993)
1. Mort vivant (Deadly Slumber)
2. Le Jour du diable (The Day of the Devil)
3. Le Crépuscule des dieux (Twilight of the Gods)

#### Résumé des épisodes
1. Mort vivant : à la suite d'une opération bénigne qui a mal tourné, April Steppings a le cerveau irrémédiablement endommagé. Lorsque le docteur responsable de la clinique meurt, Morse a un suspect tout trouvé : le père d'April.
2. Le Jour du diable : John Barrie, violeur en série et adepte du satanisme, s'est échappé de l'hôpital psychiatrique. Morse est assisté de sa thérapeute pour la recherche de ce dangereux criminel. Barrie prend contact avec Morse directement. Un jeu mortel commence.
3. Le Crépuscule des dieux : Andrew Baydon, puissant homme d'affaires et mécène à ses heures, offre à Oxford un nouveau lycée. Lors de la cérémonie d'ouverture, Morse et Lewis enquêtent sur la mort suspecte d'un journaliste, qui préparait un article sur Baydon.

### Hors saison (1995)-(2000)
1. 1995 : Meurtres dans un sous-bois (The Way Through the Woods)
2. 1996 : La Fille de Caïn (The Daughters Of Cain)
3. 1997 : La Mort est ma voisine (Death is Now My Neighbour)
4. 1998 : La Noyée (The Wench Is Dead)
5. 2000 : Le Temps des regrets (The Remorseful Day)

#### Résumé des épisodes
1. Meurtres dans un sous-bois : Morse est convaincu que le meurtrier d'une jeune femme est toujours en liberté et qu'un innocent a été condamné pour le meurtre de la jeune femme.
2. La Fille de Caïn : Un professeur de l'Université d'Oxford est retrouvé poignardé à mort dans son étude.
3. La Mort est ma voisine : L'atmosphère entourant l'élection d'un master de l'université devient toxique après qu'une jeune femme a été abattue alors qu'elle préparait son petit déjeuner.
4. La Noyée : Morse a été hospitalisé. Pendant son hospitalisation, il s'intéresse au meurtre d'une jeune femme sur les canaux du XIXe siècle. Convaincu que trois hommes ont été condamnés à tort (dont deux ont été condamnés à la pendaison) pour viol et assassinat, il enquête plus loin.
5. Le Temps des regrets : Bien que malade, Morse tente de résoudre le meurtre d'Yvonne Harrison.

## Produits dérivés

### DVD
- Inspecteur Morse - Saison 1 (10 mai 2007) ASIN B000076BPW
- Inspecteur Morse - Saison 2 (19 septembre 2007) ASIN B000S8SD8K
- Inspecteur Morse - Saison 3 (23 janvier 2008) ASIN B000U7V9SU
- Inspecteur Morse - Saison 4 (23 janvier 2008) ASIN B000ZH6HEQ
- Inspecteur Morse - Saison 5 (9 avril 2008) ASIN B0014GIZRE
- Inspecteur Morse - Saison 6 (23 juillet 2008) ASIN B0017W947K
- Inspecteur Morse - Saison 7 (8 octobre 2008) ASIN B001E8N9M8
- Inspecteur Morse - Épisodes hors saison (1er février 2009) ASIN B001HKM884
- Inspecteur Morse - L'integrale (16 octobre 2013) ASIN B00D82H848